# Narragansett Bay
Narragansett Bay is een baai in de Verenigde Staten. De monding is aan de noordkant van Rhode Island Sound. De baai vormt het grootste estuarium van New England, die functioneert als een expansieve natuurlijke haven, en omvat een kleine archipel. Deze baai ligt voor een groot deel in de staat Rhode Island maar ook deels in Massachusetts.

## Trivia
- Van de meer dan dertig eilanden in de baai, zijn Aquidneck Island, Conanicut Island, en Prudence Island de grootste.
- Block Island ligt op minder dan 20 mijl (32 km) ten zuidwesten van de opening in de Atlantische Oceaan, het is het meest zuidelijkste eiland.
- Wateren die deel uitmaken van Narragansett Bay zijn onder andere de Sakonnet rivier, Mount Hope Bay, en de zuidelijke deel van de Taunton River.
- De baai heeft een oppervlakte van 380 km².
- Het destijds zeer populaire Amerikaanse paardenras de narragansett pacer, dat tegenwoordig als uitgestorven geldt, werd hier voor het eerst gefokt en later op grote schaal verscheept naar West-Indië.